# Гігант (Ростовська область)
Гігант — селище в Сальському районі Ростовської області Росії.
Адміністративний центр Гігантовського сільського поселення.

## Географія
Селище Гігант розташовано за 170 км від міста Ростова-на-Дону та за 15 км від районного центру міста Сальськ. Через територію селища проходить автомагістраль регіонального значення «Р-270 Ростов-на-Дону — Єгорлицька — Сальськ», а також залізнична лінія Батайськ — Сальськ. У селищі Гігант розташована залізнична станція Трубецька Північно-Кавказької залізниці.
Клімат
Згідно класифікації кліматів Кеппена-Гейгера Гігант розташовано в зоні вологого континентального клімату з помірно холодною зимою й срекотним літом.
| Клімат Гіганта (норма 1981—2010 рр ..) | Клімат Гіганта (норма 1981—2010 рр ..) | Клімат Гіганта (норма 1981—2010 рр ..) | Клімат Гіганта (норма 1981—2010 рр ..) | Клімат Гіганта (норма 1981—2010 рр ..) | Клімат Гіганта (норма 1981—2010 рр ..) | Клімат Гіганта (норма 1981—2010 рр ..) | Клімат Гіганта (норма 1981—2010 рр ..) | Клімат Гіганта (норма 1981—2010 рр ..) | Клімат Гіганта (норма 1981—2010 рр ..) | Клімат Гіганта (норма 1981—2010 рр ..) | Клімат Гіганта (норма 1981—2010 рр ..) | Клімат Гіганта (норма 1981—2010 рр ..) | Клімат Гіганта (норма 1981—2010 рр ..) |
| Показник                               | Січ.                                   | Січ.                                   | Березень                               | Кві.                                   | Травень                                | Червень                                | Липень                                 | Серп.                                  | Сен.                                   | Окт.                                   | Листоп.                                | Дек.                                   | Рік                                    |
| Абсолютний максимум, °C                | 16,5                                   | 21,1                                   | 25,1                                   | 34,3                                   | 36,8                                   | 39,6                                   | 41,7                                   | 41,2                                   | 39,4                                   | 35,1                                   | 22,0                                   | 18,7                                   | 41,7                                   |
| Середня температура, °C                | -2,7                                   | -2,6                                   | 2,8                                    | 10,9                                   | 16,5                                   | 21,0                                   | 24,0                                   | 23,3                                   | 17,4                                   | 10,6                                   | 3,5                                    | -1,2                                   | 10,3                                   |
| Абсолютний мінімум, °C                 | -33,5                                  | -31,4                                  | -25,9                                  | -7,4                                   | -2,9                                   | 3,6                                    | 7,7                                    | 2,7                                    | -2,3                                   | -10,4                                  | -30,8                                  | -29,9                                  | -33,5                                  |
| Норма опадів, мм                       | 40                                     | 33                                     | 34                                     | 44                                     | 56                                     | 58                                     | 56                                     | 39                                     | 46                                     | 39                                     | 45                                     | 50                                     | 540                                    |
| -------------------------------------- | -------------------------------------- | -------------------------------------- | -------------------------------------- | -------------------------------------- | -------------------------------------- | -------------------------------------- | -------------------------------------- | -------------------------------------- | -------------------------------------- | -------------------------------------- | -------------------------------------- | -------------------------------------- | -------------------------------------- |
| Джерело:                               |                                        |                                        |                                        |                                        |                                        |                                        |                                        |                                        |                                        |                                        |                                        |                                        |                                        |

## Історія

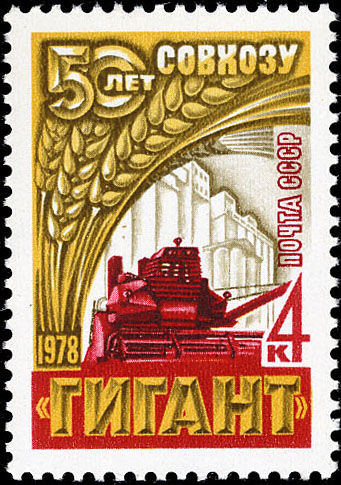
Поштова марка СРСР, 1978 рік

Селище Гігант було засновано у 1928 році, коли на території Західно-Коннозаводчеського району Сальського округу Північно-Кавказького краю був організований перший в СРСР зерновий радгосп, який спочатку отримав умовну назву № 1 (пізніше отримав назву «Гігант»), бо він був найбільшим за величиною радгоспом у країні.
Починався радгосп з кілочка, з перших брезентових наметів, що заселяли селяни з найближчих сіл Сальського округу — Крученої Балки, Воронцово-Миколаївського, Сандати тощо.
У відкритому степу створювалися тимчасові майстерні для наладки і ремонту техніки, навчальні класи з підготовки трактористів, комбайнерів, шоферів, будувалися житлові будинки і току для приймання зерна, їдальні, заправні станції, лазні, гаражі для машин тощо.
У перший же рік свого існування радгоспу «Гігант» спромігся розорати намічені площі (50 тисяч гектарів цілинних земель), було зібрано понад 3 мільйонів пудів зерна.
Влітку 1929 року до радгоспних робочих приїжджала Н. К. Крупська.
У тому ж 1929 році у селище Гігант приїжджав відомий письменник Максим Горький, що цікавився першими кроками радгоспного колективу, брав участь у закладці фундаменту під школу, а також у святкуванні першого Дня урожаю.
Інтерес до «Гіганту» зростав з кожним днем. Численні делегації зі всієї країни відвідали його у перші роки існування.
7 серпня 1930 року Західно-Коннозаводчеський район був перейменований на Гігантовський район. Районним центром став селище зернорадгоспу Гігант. У січні 1931 року Гігантовський район був ліквідований, а його територія увійшла до складу Сальського району.
У 1931 році земельна площа радгоспу зросла до 239 тисяч гектарів, в 1932 році радгосп «Гігант» було розділено.
В 1934 році, після розукрупнення радгоспу «Гігант», центральна ремонтна майстерня була реорганізована в авторемонтний завод, що здійснював капітальний ремонт тракторів, двигунів автомашин, а також здійснював випуск запасних частин. Пізніше на базі цього підприємства виникне нині існуючий завод «Сальськсільмаш».
10 лютого 1933 року селище, що виникло при залізничній станції Трубецької Північно-Кавказької залізниці віднести до категорії робочих селищ, присвоївши йому найменування «Гігант».
За перші роки існування в селищі Гігант були побудовані десятки житлових будинків, будинок культури, лікарня, школа, дитячі садки, лазні та інші об'єкти.
17 січня 1943 року війська 28-ї Армії вийшли до річки Манич у станиці Пролетарської.
22 січня у результаті наступу частин 28-ї армії Гігант було звільнено.
У повоєнний час селище Гігант й зернорадгосп отримали подальший розвиток. Радгосп «Гігант» мав площу в 50 тисяч гектарів землі, з яких 3/4 займала рілля. Гігант був одним з передових господарств Радянського Союзу.
Селище в 1960-1980-ті роки розвивалося як зразковий населений пункт міського типу, будувалися багатоповерхові житлові будинки, був зведений Палац культури імені М. Горького, торговий центр, 3-поверховий універмаг, готель, різні адміністративні будинки, дитячі сади та інше. Навіть розглядалося питання про наділення Гіганта статусу міста районного підпорядкування.
Планування селища Гігант виконане строго за принципом лінійності, чіткого і рівного будови кварталів, прямих вулиць. Центральна частина селища забудована 3-, 4-, 5-поверховими житловими будинками і 1-, 2-поверховими багатоквартирними житловими будинками.

## Населення
У 1939 році згідно Загальносоюзного перепису населення у робочому селищі Гігант Сальського району проживало 8168 жителів.
| 1939 | 1959  | 1989  | 2010  |
| ---- | ----- | ----- | ----- |
| 8168 | 12555 | 10122 | 10249 |

## Економіка
- ТОВ «Сальськсільмаш» (виробництво сільськогосподарської техніки, а також техніки для комунальних служб);
- ТОВ «Донське золото» (виробництво соняшникової олії);
- Трубецькой елеватор (входить до агрохолдингу «Астон»), ємності елеватора становлять 75 тисяч тонн;
- залізнична станція Трубецька, включаючи товарний двір;
- ТОВ «Сальськтраксервіс»;
- ТОВ «Русагромир»;
- дорожньо-будівельне управління;
- сільське господарство представлене ТОВ «Слов'яни», СВК імені Ангельєва, а також фермерськими господарствами (виробництво зерна, м'яса, плодоовочевої та іншої сільськогосподарської продукції);
- Гігантовська агрометеостанція.

## Транспорт

#### залізничний транспорт

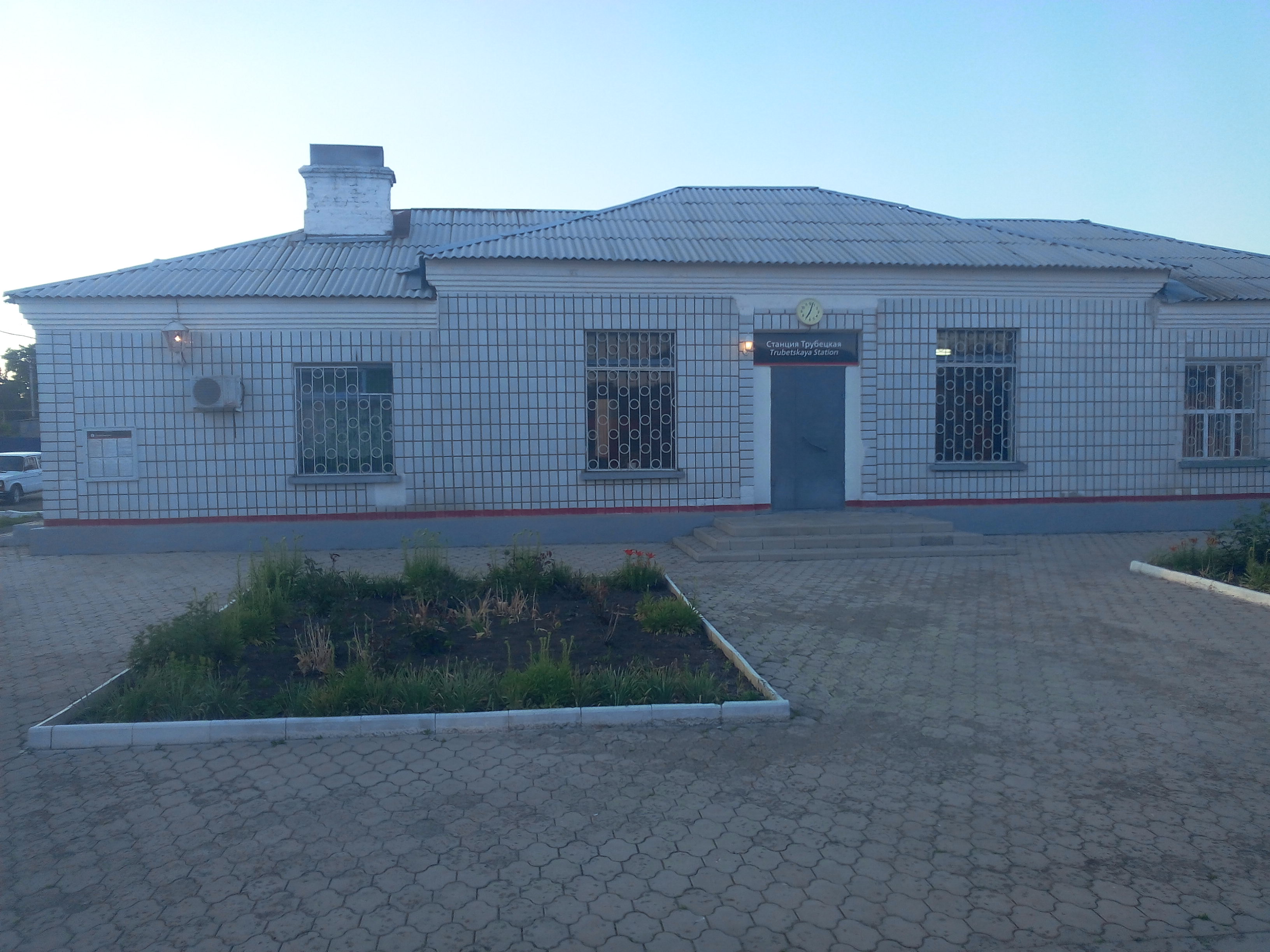
вокзал станції Трубецька (селище Гігант)

У селищі Гігант розташована залізнична станція Трубецька на лінії «Батайськ — Сальськ», через яку курсують 6 приміських поїздів:

#### автомобільний транспорт
Селище Гігант пов'язаний регулярним автобусним сполученням з районним центром містом Сальськом та іншими населеними пунктами Сальського району (рейси виконуються автобусами великої та малої місткості та маршрутними таксі). Також є внутриселищний автобусний маршрут (кільцевий).
- № 100 «Сальськ (вул. Пушкіна) — Гігант (центр)»
- № 101 «Сальськ (вул. Пушкіна) — Гігант» (через сел. Прирічній)
- № 105 «Сальськ (вул. Пушкіна — Гігант» (кільцевий, внутрипоселковый)
- № 104 «Сальськ (вул. Пушкіна) — Кручена Балка» (через селище Гігант)
- № 125 «Сальськ (вул. Пушкіна) — Кузнецовський» (через селище Гігант).

## Освіта
- Сальський аграрно-технічний коледж[6] (колишній Сальський сільськогосподарський технікум).

- середня загальноосвітня школа № 2 ім. М. Горького (створена у 1929 р.,з 1934 року — школа № 67 імені М. Гіркого, з 1956 року школа-інтернат);
- середня загальноосвітня школа № 76 (відкрита в 1952 р.);
- середня загальноосвітня школа № 78 (відкрита в 1964 р.).

- дитячий садок № 1 «Русалонька»;
- дитячий садок № 2 «Івушка»;
- дитячий садок № 6 «Колосок».

## Культура
У селищі Гігант є:
- Палац культури імені М.Горького;
- Гігантовська дитяча школа мистецтв;
- декілька бібліотек;
- спортивна школа;
- стадіон імені В..В. Серебрякова (колишній стадіон «Сальськсільмаш»);
- парк культури та відпочинку «Побєда»;
- парк культури і відпочинку імені М. Горького.

## Медицина
У селищі Гігант розташовані:
- Гігантовська районна лікарня[7] зі стаціонаром на 100 ліжок, структурно входить до складу МБЗЗ «ЦРЛ Сальського району»;
- Гігантовська районна поліклініка на 150 відвідувань в зміну.

## Релігія
- Православний Прихід Храму Володимирської Ікони Божої Матері селища Гігант
- Місцева Мусульманська Релігійна Організація селища Гігант

## Пам'ятки
- Пам'ятник Ст. В. Леніну[8].
- Меморіал загиблим воїнам «Два бійця і скорботна мати» і братська могила. Архітектор комплексу Косолапов А. А., скульптор — Іванов Р. Меморіал в селищі Гігант був відкритий 9 Травня 1975 року і являє собою багатофігурну скульптурну композицію, що складається з двох воїнів і жінки. На меморіальних плитах нанесені імена понад 550 воїнів, загиблих при звільненні селища, померлих від ран в госпіталі і солдатів-односельців, загиблих на фронтах німецько-радянської війни (230 осіб), людей, зниклих безвісти у роки війни (217 осіб). На території меморіального комплексу знаходиться братська могила, де поховано 120 солдатів[9].
- Пам'ятник А. М. Горького, встановлений на площі поруч з Палацом культури, що носить його ім'я.